# Núr ad-Dín
Núr ad-Dín (arabsky نور الدين‎ – v překladu světlo víry, celým jménem al-Malik al-Ádil Núr ad-Dín Abú al-Kásim Mahmúd Ibn 'Imád ad-Dín Zengí, únor 1118 – 15. května 1174) byl tureckým vládcem Damašku, Aleppa a Mosulu.
Núr ad-Dín byl synem slavného vojevůdce Imáda ad-Dín Zengího, vládce Mosulu a Aleppa. Po smrti otce v roce 1146 se ujal vlády v Aleppu, zatímco jeho bratr Saíf ad-Dín v Mosulu. Už tehdy byl poměrně známým vojevůdcem, který dobyl několik pevností v Antiochijském knížectví. V roce 1147 vytvořil spojenectví s damašským mírem Unurem, které ovšem bylo z obou stran poměrně nedůvěřivé. Přesto mu v roce 1148 přišel na pomoc při obléhání Damašku druhou křížovou výpravou. Od tohoto momentu se začal stávat legendou.
Rok poté (1149) vytáhl s pomoc Unura na území Antiochijského knížectví, kde napadl hrad Inab. Kníže Raimond z Poitiers, který vytáhl hrad bránit, byl při bitvě zabit. Díky vítězství padla velká část knížectví pod jeho správu, vše východně od řeky Orontes. Samotnou Antiochii se ale Núr ad-Dín dobýt nepokusil. Zřejmě se obával konfliktu s byzantským císařem, který si na město také činil nárok. Ve stejném roce zemřel Núr ad-Dínův bratr Saíf a vládu v Mosulu převzal další z bratrů, Kutb ad-Dín. Kutb ovšem prohlásil vládcem Mosulu Núr ad-Dína. Tím získal vládu nad významnou částí Sýrie a jeho dalším cílem se stalo definitivní sjednocení země, tedy dobytí samotného Damašku.
Mezi lety 1150–1154 obléhal Damašek celkem čtyřikrát. V této době také zemřel jeho bývalý spojenec Unur. jeho nástupce byl dokonce ochoten platit poplatky jeruzalémskému králi. Avšak v roce 1154 se obyvatelé města proti němu vzbouřili a Núr ad-Dín se s nimi dohodl a získal Damašek bez krveprolití. Tím se mu podařilo sjednotit celou Sýrii pod svou faktickou vládou. Na samotný Jeruzalém ale nikdy nevytáhl a rozhodl se mu dokonce dále platit malé poplatky. Místo toho začal křižácké státy ničit postupně.
V roce 1157 oblehl templářský hrad Bainas a porazil armádu z Jeruzaléma, která byla vyslaná na pomoc obléhaným. Roku 1159 přistoupil na spojenectví s byzantským císařem Manuelem Komnénem, namířenému proti seldžukům a jejich sultánu Kilič Arslánu II., přičemž proti němu vyslal vojsko. Zajímavý kousek se mu povedl, když v roce 1160 zajal samotného antiochijského knížete Renauda de Châtillon. Ten poté ve vězení strávil 16 let.

## Boje o Egypt
Na počátku 60. let 12. století byla již Sýrie sjednocena pod Núr ad-Dínovou vládou a zajištěna proti útokům křižáků a spojenectvím také proti byzantskému vpádu. Zrak Núr ad-Dína se začal obracet k Egyptu, kde vládli šíitští Fátimovci. Také jeho formální vládci, Abbásovci, by rádi připojili Egypt pod svou vládu a pod sunnitský islám. Roku 1162 se stal Jeruzalémským králem Amaury I., který se do záležitostí Egypta často vměšoval. V Egyptě formálně vládli fátimovští chalífové, skutečnou moc ale držel v rukou vezír. Roku 1163 byl vezír Šávar sesazen, čehož Amaury využil a vytáhl do Egypta. Výprava skončila fiaskem, ovšem Šávar mezitím požádal Nur ad-Dína o pomoc při svém návratu na trůn.
Núr ad-Dín poslal roku 1164 do Egypta armádu pod velením svého nejlepšího vojevůdce Širkúha bin Šádhího. Ta svého cíle dosáhla, ale Šávar otočil. Ustoupil ze svých slibů a spojil se s Amaurym. Společně pak Širkúha oblehli ve městě Bilbeis. Núr ad-Dín na oplátku napadl antiochijské knížectví, obklíčil hrad Harim a zničil křižácké armády z Antiochie a Tripolisu. Při tom zajal množství významných osob, v čele s Bohemundem III. a Raimondem III., knížetem antiochijským a hrabětem tripoliským. Samotnou Antiochii opět neobsadil, zabral však Bainas. V Egyptě nakonec vše skončilo dohodou a Amaury i Širkúh odtáhli.
Širkúh se ale s armádou vrátil roku 1167, stejně tak i Amury. Opět vše skončilo dohodou a armády odtáhli. Následující rok se Amaury spojil s Byzantskou říší a vpadl opět do Egypta. Oblehl Káhiru a Šavár opět běžel prosit Núr ad-Dína o pomoc. Širkúh opět vytáhl do Egypta, armáda Amauryho se stáhla a on 9. ledna 1169 triumfálně vstoupil do Káhiry. Po deseti dnech byl Šavár zabit a Širkúh se stal vezírem. Po třech měsících ovšem zemřel. Jeho nástupcem se stal Saláh ad-Dín Júsuf, později známý jako Saladin. Byl to jeho synovec, který s ním podnikl všechny výpravy do Egypta.
Vztah mezi Saladinem a jeho nadřízeným Núr ad-Dínem byl stále napjatější. Saladin váhal s okamžitým sesazením šíitského chalífy a sunitského chalífu povolal až po jeho smrti v roce 1171, kdy fátimovský chalífát definitivně zrušil. Také on chtěl sjednotit Egypt a Sýrii pod svou vládou, na radu otce však proti Núr ad-Dínovi otevřeně nevystoupil. Odmítal však jeho rozkazy k útoku na Egypt. Nakonec se Núr ad-Dín chystal k výpravě do Egypta, ale roku 1174 zemřel na horečku vyvolanou infekcí.

## Osobnost a vláda Núr ad-Dína
Núr ad-Dín se proslavil jako spravedlivý vládce a horlivý stoupenec sunnitského islámu. Jako sunnita nevyužíval válečnou kořisti k vlastnímu obohacení, ale investoval je do množství náboženských staveb, nemocnic, škol a lázní. Na svém území zavedl soudní systém a účinnou státní správu. Pro islám se stal vojenskou legendou a obrazem spravedlivého a moudrého vládce. V povědomí a ve věhlasu jej ale zastínil vojevůdce ještě větší, jeho nástupce Saladin.